# 恵迪寮

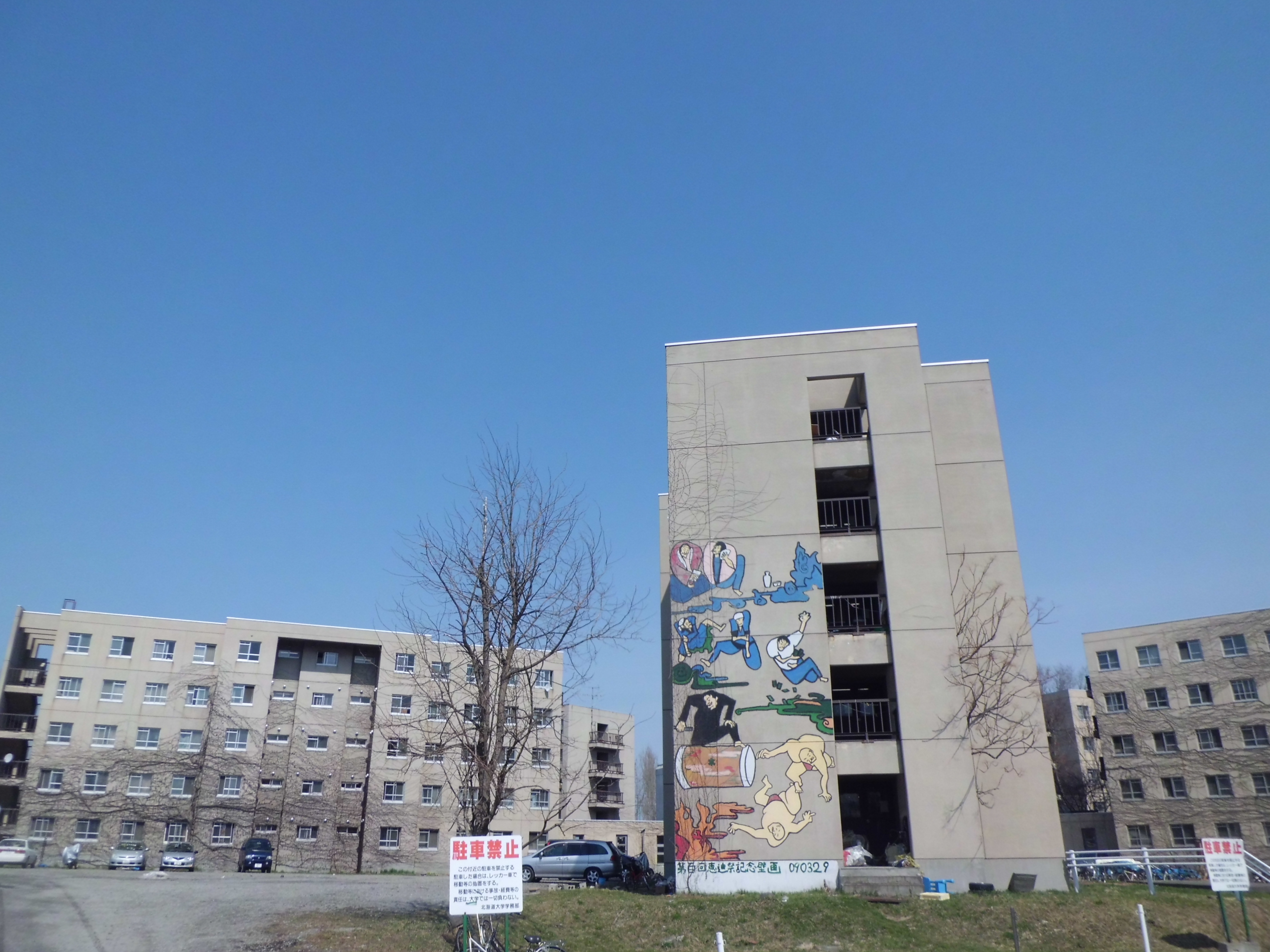
恵迪寮 裏口

恵迪寮（けいてきりょう）とは、北海道札幌市北区にある北海道大学の寄宿舎。日本三大自治寮の一つである。
名称は、四書五経『書経』の大禹謨 （だいうぼ）より、「恵迪吉、従逆凶、惟影響 —迪（みち）に恵（したが）えば吉にして、逆に従えば凶なり。惟れ影響たり—」 に由来する。

## 施設の概要
恵迪寮は北海道大学の札幌キャンパス構内に位置している。

### 構造
恵迪寮は、居住棟であるA - F棟の6棟が、共用棟（G棟）に放射状に連結している配置となっている。A - E棟は各棟5階建てでそれぞれ98部屋（1階が18部屋、2階以上が20部屋）、各階に補食談話室と洗面所が2か所ずつあり、1階には風呂が設置されている。F棟も5階建ての全階18部屋、合計90部屋で、各階に補食談話室、洗面所とシャワーが2か所ずつあり、1階に風呂が設置されている。共用棟にはホールや事務室などがある。なお、食堂は設置されていない。

### 定員
2022年1月時点で日本人学生と外国人留学生それぞれ男女別に定員がある。
- 総数　580名
- 日本人学部生男子：390名
- 日本人学部生女子：100名
- 日本人院生男子：50名
- 外国人留学生男子：40名

A - E棟が学部生、F棟が院生と留学生の居住区画となっている。A - E棟は自治会員が居住しており、F棟は北海道大学当局の管轄である。

### 寮費
寄宿舎費は規定により月額4300円（留学生は4700円）と定められている。なお、寄宿舎費のほか、光熱水費（学寮経費個人負担区分）、自治会費（自治会員に限る）を別途徴収する。2013年現在、自治会費は1100円である。

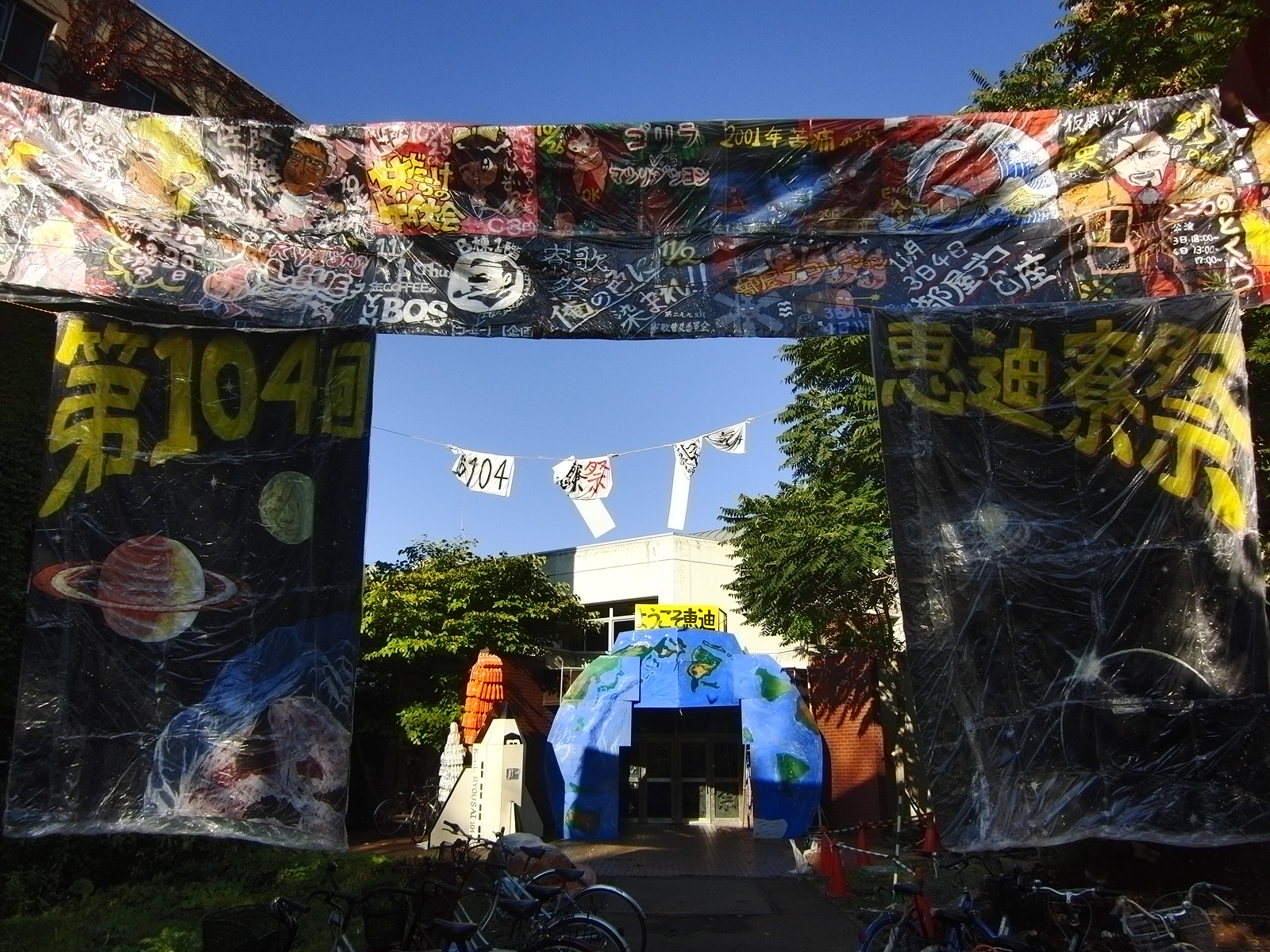
第104回･北大惠迪寮祭

## 沿革
- 1876年（明治9年） 札幌農学校が開校し、寄宿舎が設置される。
- 1907年（明治40年） 寄宿舎を「恵迪寮」と命名する。
- 1931年（昭和6年） 新寮に移築される。
- 1950年（昭和25年） 教養部（1 - 2年生）の寮となる。
- 1978年（昭和53年） 士幌小屋チセフレップが建設される。
- 1981年 - 1982年（昭和56 - 57年）新々寮の建設に先立ち、サクシュコトニ川遺跡の発掘調査が行われ、木杭列やサケ漁撈が出土する[5]。
- 1983年（昭和58年） 女子寮、水産学部の北晨寮を除いたすべての寮が閉鎖[6] され、現在地の新々寮に統合・移転する。
- 1994年（平成6年） 初の女子入寮。
- 2008年（平成20年） 第100回記念寮祭が行われる。

## 歴史

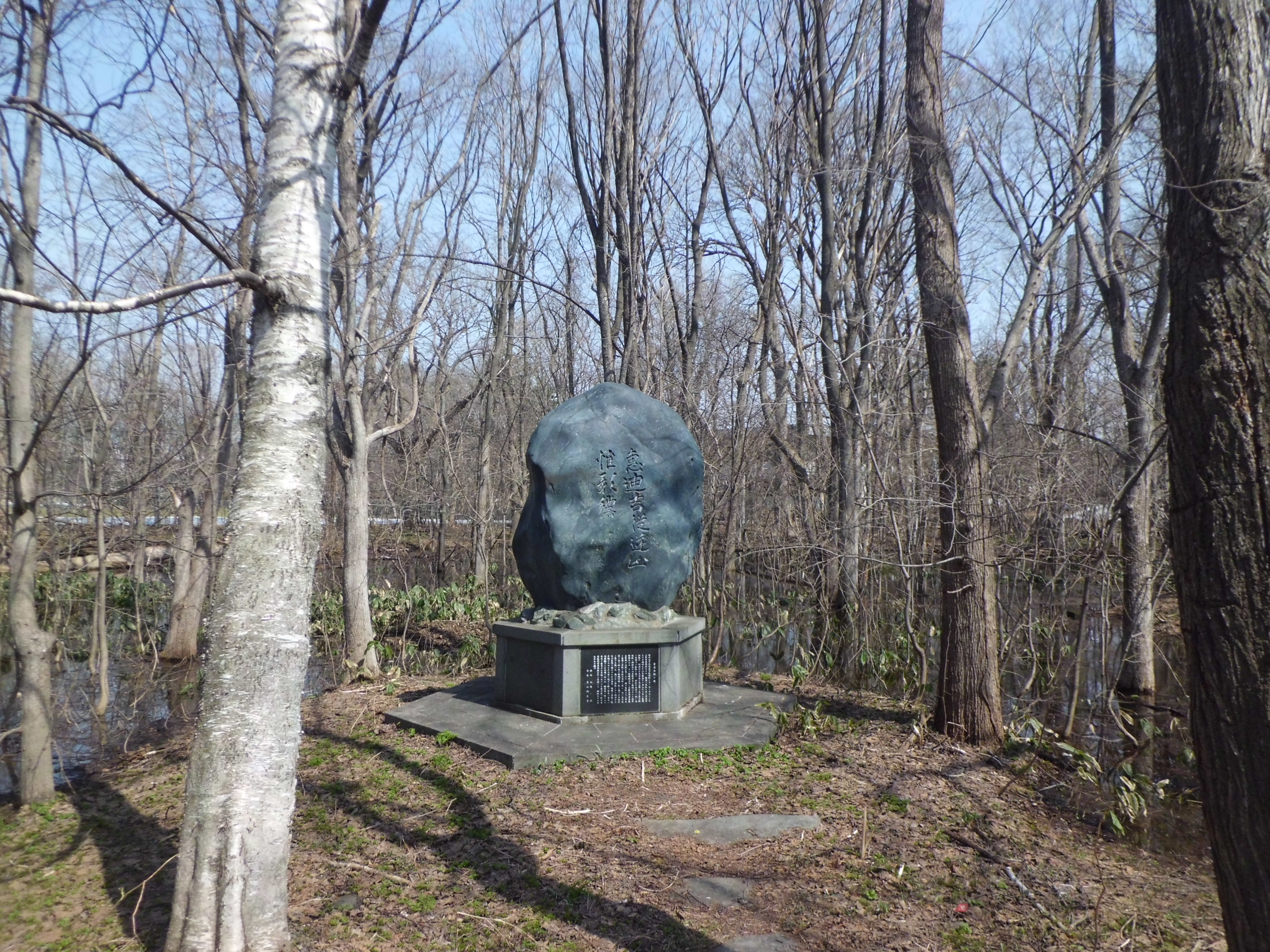
寄宿舎跡の碑。「恵迪」の由来が刻まれている

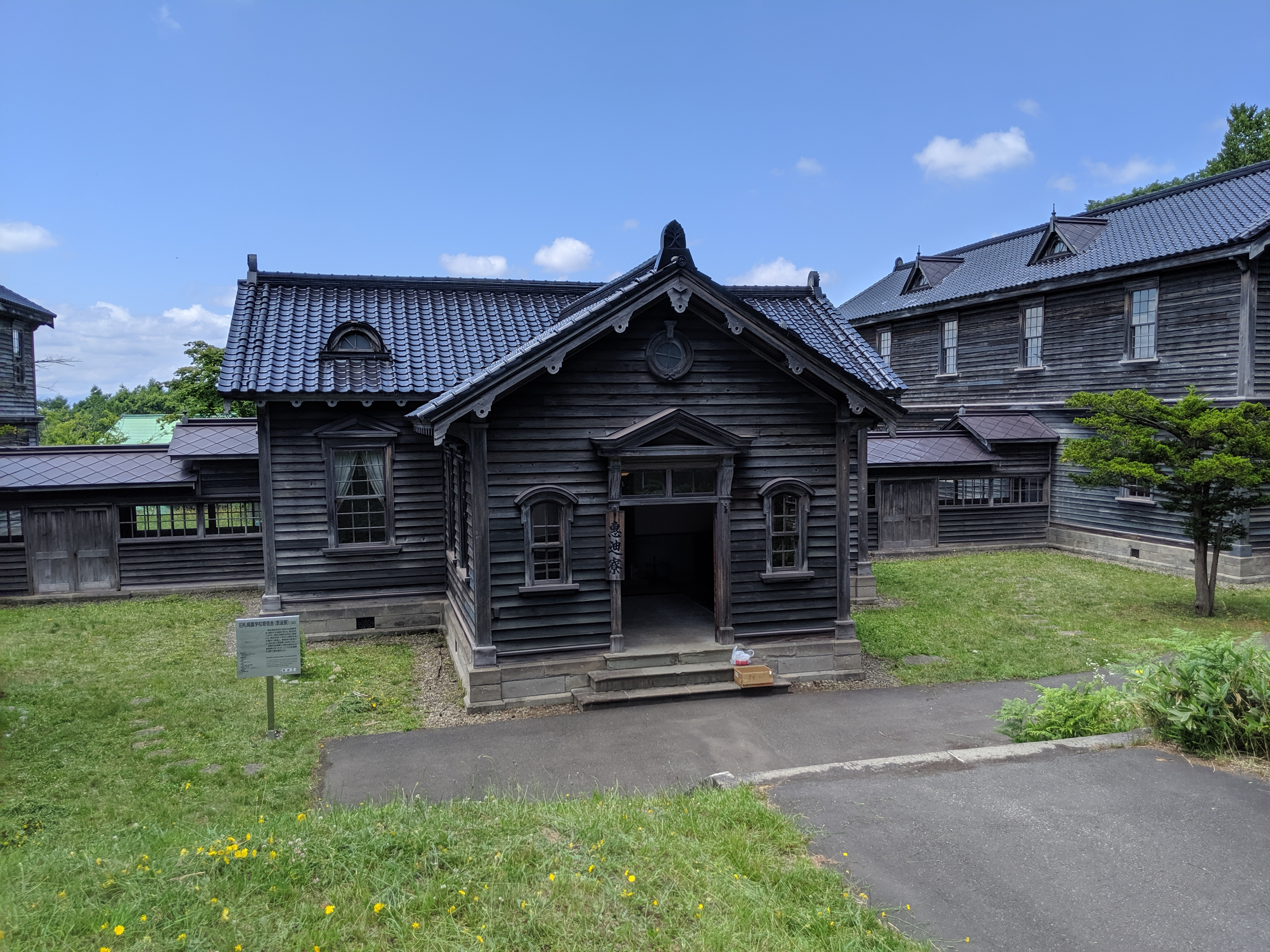
北海道開拓の村に移築復元された二代目寮舎

寄宿舎 - 初代恵迪寮時代
1876年に北大の前身となる札幌農学校が開校、同じ年に現在の札幌市時計台あたりに寄宿舎ができる（恵迪寮の前身）。その後、1903年7月の札幌農学校キャンパス移転に伴い、同年11月に寄宿舎が新築され、1905年4月に開舎式が実地された。
1907年1月に寄宿舎内で寮名、寮歌の募集をすることが決まった際、札幌農学校予科漢文担当の新居敦二郎助教授から漢籍に基づいて「猶興」「有恒」「有隣」「恵迪」の4案を提示され、寄宿舎の選考委員会によって寮名を「恵迪寮」に決定した。
寮自治については、1899年の第一期委員会の発足とともに本格的に歩み出した。それまで「大学から与えられた自治」としての面が強かった自治制度が、この寮独自の方向へ進んでいく。具体的には、寮独自の自炊制度を確立、消費組合を結成して購買部の自営を行っていた。寮自治の全盛期と言われるほど、この頃の寮自治は充実していた。
寮内の雰囲気は、バンカラ気質に溢れ、連日連夜寮生たちが夜街を怒鳴り歩いていたこともあり、独特の学生気質を持っていた。
二代目恵迪寮
太平洋戦争が近づくにつれて大学当局は寮自治への介入を強めていった。1940年には、寮運営のシステムが寮生の選挙による執行委員会制から、大学の任命による幹事会制に変更された。さらに物資不足などの影響もあり、自治の象徴であった自炊制度、購買組合までも廃止された。寮自治は一時崩壊を迎えていく局面を迎える。
管理された寮はいわば戦争のための修練の場となり、朝礼や体操などの実行が強化され、寮生は空腹と束縛に苦しめられた。だがこんな時代の中でも、寮生たちは「いくら外面的に規定しても、内面的に我々の生活を規定できるものではない」という気持ちを持ち続けていた。
その後終戦を迎え1946年には新委員会が発足し、寮自治は再建され始めた。しかし、この頃の自治会会が対処しなければならなかったのは、対大学当局的な問題ではなく、深刻な食糧難だった。
執行委員は勉学を犠牲にして寮生の食料確保に努め、無断で北大の農場に入り芋などを盗んでいた。そんな辛い時代の中でも、「上級生は下級生よりも余計に食わない。もし食ったものがいたら軽蔑された」という礼儀は続けていた。
その後の安保闘争、学生運動の時代を経て、1970年ごろになると寮の老朽化が深刻になり、建て替え問題が本格的になった。
当時の寮生たちは、4人部屋での共同生活を通して寮生間の幅広い交流を行い、濃密な人間関係を形成していた。しかし学生運動の影響もあり、文部省は学生の共同生活は社会の危険因子を産むと考え、完全個室で食堂のない寮でないと新しく建ててはならないと決めてしまった。そして大学側もそれに従って新しい寮を建てる意向であった。寮生は反対するが、新たな寮の建設は決定した。使命を終えた旧建物は、その一部が北海道開拓の村に移築復元され、「旧札幌農学校寄宿舎」として保存されている。
三代目恵迪寮
1983年に現在の三代目恵迪寮が建てられた。大学の管理強化の中でも、寮生は自分たちの望む生活を得るため創意工夫し、大学当局側と対立していった。
まず昔から続いていた共同生活を続けるために部屋サークル制を採用して、寮生同士が活発に交流を持てるように複数形態で暮らすことを考案した。当初は、完全個室性を主張していた大学側に反対されたが、寮生は共同生活の重要性を主張し続け、後には複数形態部屋が認められることとなる。
また、当時は大学の職員が寮の事務室を運営し、寮内の見回りまでしていた。寮生はそれを大学側による寮への一方的な干渉だと考え、事務員を追い出した。そして寮生の手で管理・運営していくことにした。
1994年には男子寮だった恵迪寮に女子も入寮することが決まり、現在では男女混合寮として生活している。
近年は寮生の経済状況の悪化に伴う多忙化や、寮生活に対する考え方の変化などから、個室希望者や寮の自治に参加しない寮生が増えている。中でも自治に関しては、1フロア全てが自治に不参加だったり、寮長選挙が有効投票数（全寮生の2/3）ギリギリで何とか成立するなど深刻だという。

## 寮歌

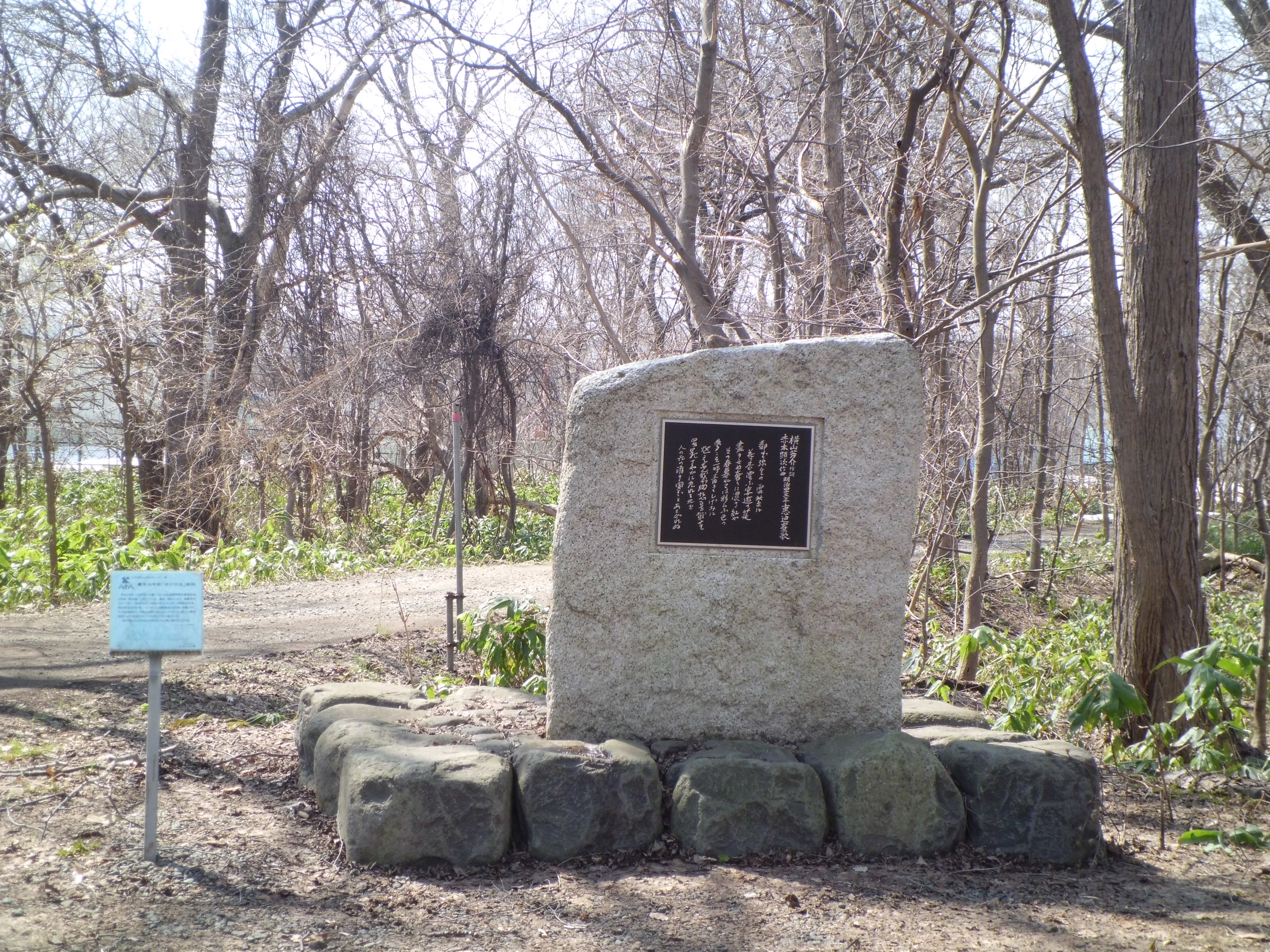
「都ぞ弥生」歌碑

恵迪寮では、現在でも毎年1曲ずつ寮歌が寮生の手によって作曲されている。特に有名なものに明治45年度寮歌「都ぞ弥生」（1912年）（作歌：横山芳介、作曲：赤木顕次）があり、寮生のみならず、入学式・卒業式やコンパの場、大学祭など広く全学で歌われている。
また、大正14年開舎20周年記念寮歌（1925年）「大地はなごやかに」、大正2年（1913年）「幾世幾年」、昭和32年第50回記念祭歌（1957年）「花咲き散りて」の3寮歌は、大正9年桜星会歌「瓔珞みがく」とともに北海道大学の応援歌としても使用され、北海道大学応援団・北海道大学応援吹奏団による応援の場で歌われている。第一応援歌「瓔珞みがく」、第二応援歌「大地はなごやかに」、第三応援歌「花咲き散りて」、第四応援歌「幾世幾年」。第三、第四応援歌は替え歌での使用。なお、第四応援歌は2023年10月現在、応援の場ではほとんど歌われていない。
| 作成年                                 | 曲名                   |
| -------------------------------------- | ---------------------- |
| 校歌                                   | 永遠の幸               |
| 明治40年（1907年）                     | 一帯ゆるき             |
| 明治41年（1908年）                     | 太虚の齢               |
| 明治42年（1909年）                     | 希望の光               |
| 明治43年（1910年）                     | 帝都を北に             |
| 明治44年（1911年）                     | 藻岩の緑               |
| 明治45年（1912年）                     | 都ぞ弥生               |
| 大正2年（1913年）                      | 幾世幾年               |
| 大正3年（1914年）                      | 我が運命こそ           |
| 大正4年（1915年）                      | 時轍乾坤に             |
| 大正5年南寮寮歌（1916年）              | 蒼空高く               |
| 大正5年北寮寮歌（1916年）              | 荒潮繞る               |
| 大正6年（1917年）                      | 魔人の呪い             |
| 大正7年（1918年）                      | 花を褥                 |
| 大正8年（1919年）                      | 暗雲低く               |
| 大正9年（1920年）                      | 無窮の空に             |
| 大正10年（1921年）                     | 生命の争闘             |
| 大正11年（1922年）                     | 起伏しらぬ             |
| 大正11年新寮記念寮歌（1922年）         | かがやく路             |
| 大正12年（1923年）                     | 春雨に濡る             |
| 大正13年（1924年）                     | 茫々はるか             |
| 大正14年（1925年）                     | 敝れし衣               |
| 大正14年開舎20周年記念寮歌（1925年）   | 大地はなごやかに       |
| 大正15年（1926年）                     | ああ青春の歓喜を       |
| 大正15年開学50周年記念寮歌（1926年）   | 爪紅の黎明の風         |
| 昭和2年（1927年）                      | 蒼空高く翔らんと       |
| 昭和3年（1928年）                      | 郭公の声に             |
| 昭和4年（1929年）                      | 黒潮鳴れる             |
| 昭和5年（1930年）                      | 嗚呼青春の             |
| 昭和6年（1931年）                      | 平和の光輝ける         |
| 昭和6年閉寮記念寮歌（1931年）          | 別離の歌               |
| 昭和7年（1932年）                      | 古城の春は             |
| 昭和8年（1933年）                      | タンネの氷柱           |
| 昭和9年（1934年）                      | 津軽の海               |
| 昭和10年（1935年）                     | 噫妖雲は               |
| 昭和11年（1936年）                     | 嗚呼茫々の             |
| 昭和12年（1937年）                     | 魂の故郷               |
| 昭和12年第30回記念祭歌（1937年）       | 春未だ浅き             |
| 昭和13年（1938年）                     | 津軽の滄海の           |
| 昭和14年（1939年）                     | 時潮の流転             |
| 昭和15年（1940年）                     | 弥生の空に             |
| 昭和16年（1941年）                     | 湖に星の散るなり       |
| 昭和17年（1942年）                     | 春来にけらし           |
| 昭和17年大東亜戦争頌歌（1942年）       | あますなく拓きゆく道   |
| 昭和18年（1943年）                     | 天地の奥に             |
| 昭和19年（1944年）                     | 雪解の楡陵の           |
| 昭和20年（1945年）                     | 生命の旅路             |
| 昭和21年（1946年）                     | 時潮の波の             |
| 昭和22年（1947年）                     | 暁の渚離りて           |
| 昭和22年第40回記念祭歌（1947年）       | 浅緑燃ゆる             |
| 昭和23年（1948年）                     | 饗宴の杯に             |
| 昭和23年逍遙歌（1948年）               | 春静寂なる             |
| 昭和24年（1949年）                     | 彷徨へる心のままに     |
| 昭和25年（1950年）                     | 悠遠き日にあこがれて   |
| 昭和26年（1951年）                     | 新らたなり天地         |
| 昭和27年（1952年）                     | 永遠の水のひろごり     |
| 昭和28年（1953年）                     | 手をとりて美しき国を   |
| 昭和30年（1955年）                     | 悲歌に血吐きし         |
| 昭和32年（1957年）                     | 花繚乱の               |
| 昭和32年第50回記念祭歌（1957年）       | 花咲き散りて           |
| 昭和33年（1958年）                     | 吾れ憧れし             |
| 昭和34年（1959年）                     | 清き生命の             |
| 昭和35年（1960年）                     | 茫洋の海               |
| 昭和36年（1961年）                     | 甦えれ白き辛夷よ       |
| 昭和37年（1962年）                     | 壁歌は語る             |
| 昭和38年（1963年）                     | 凋落正に秋深し         |
| 昭和39年（1964年）                     | 偉大なる北溟の自然     |
| 昭和40年（1965年）                     | 新しき陽は             |
| 昭和41年（1966年）                     | いつの日か生命結ばん   |
| 昭和42年（1967年）                     | 寒気身を刺す           |
| 昭和42年第60回記念祭歌（1967年）       | 芳香漂う               |
| 昭和43年（1968年）                     | 樹梢霧海に             |
| 昭和44年（1969年）                     | 孤独に満てる           |
| 昭和45年（1970年）                     | 秋逍遙                 |
| 昭和46年（1971年）                     | 朔北に                 |
| 昭和47年（1972年）                     | 楡陵に月は             |
| 昭和48年（1973年）                     | 冬の大地に             |
| 昭和49年（1974年）                     | 北の都は               |
| 昭和50年（1975年）                     | 憧憬の故郷             |
| 昭和51年（1976年）                     | いつの日にか           |
| 北大創基百周年東京同窓会寄贈歌         | 楡陵を去る日           |
| 北大創基百周年東京同窓会寄贈歌         | 北を恋う               |
| 昭和52年（1977年）                     | 新たな燈火             |
| 昭和53年（1978年）                     | 恵迪節                 |
| 昭和53年第70回記念祭歌（1978年）       | 草は萌え出で           |
| 昭和54年（1979年）                     | うす紅の               |
| 昭和55年（1980年）                     | 楡は枯れず             |
| 昭和56年（1981年）                     | 汝と我の               |
| 昭和57年（1982年）                     | 東雲はるか             |
| 昭和57年閉寮記念寮歌（1982年）         | 寮友よ永遠に謳歌わん   |
| 昭和58年（1983年）                     | 寮生の道               |
| 昭和59年新寮記念寮歌（1984年）         | 北に恵めし             |
| 昭和60年（1985年）                     | 沈黙の杜に             |
| 昭和61年（1986年）                     | 陽春新しき             |
| 昭和62年（1987年）                     | 北斗遙かに             |
| 平成元年（1989年）                     | 悪魔死す瞬間           |
| 平成2年（1990年）                      | 我楡陵に―行秋哀歌―     |
| 平成3年（1991年）                      | 若芽の出づる           |
| 平成4年（1992年）                      | 熱き街                 |
| 平成5年（1993年）                      | 今日の寮歌             |
| 平成7年（1995年）                      | 六華ぞ窓に             |
| 平成8年（1996年）                      | 若き力                 |
| 平成9年（1997年）                      | 昇龍の夢               |
| 平成10年第90回記念祭歌（1998年）       | 天地人                 |
| 平成10年（1998年）                     | 生命萌え出で           |
| 平成11年（1999年）                     | 清華の誓               |
| 平成12年（2000年）                     | 若人よ                 |
| 平成14年（2002年）                     | 蒼天へ                 |
| 平成15年（2003年）                     | ああグッと             |
| 平成16年（2004年）                     | 折れたポプラよ         |
| 平成17年（2005年）                     | 遙かなる迪             |
| 平成18年（2006年）                     | ただ一心に             |
| 平成19年（2007年）                     | 恵迪小唄               |
| 平成20年（2008年）                     | 星の舟唄               |
| 平成20年第100回記念祭歌（2008年）      | 雲海貫く               |
| 平成21年（2009年）                     | 六華雪解に             |
| 平成22年（2010年）                     | 野生に吠えろ           |
| 平成23年（2011年）                     | 広がるはただ青き旅路ぞ |
| 平成24年（2012年）                     | 快速エアポート         |
| 平成25年新々寮30周年記念寮歌（2013年） | 北溟の我らぞ           |
| 平成25年（2013年）                     | 二つの春               |
| 平成26年（2014年）                     | 姫月に重ねて           |
| 平成27年（2015年）                     | 咲く六華よ             |
| 平成28年（2016年）                     | 此の寮よりの児         |
| 平成29年（2017年）                     | 不香の花ぞ             |
| 平成30年第110回記念祭歌（2018年）      | 蔦壁照らす             |
| 平成30年（2018年）                     | 広がりし海原に         |
| 令和元年第111回記念祭歌（2019年）      | 奔る流れ               |
| 令和元年（2019年）                     | 楡陵を仰いで           |
| 令和2年（2020年）                      | 鴉翼の影               |
| 令和3年（2021年）                      | 北嵐                   |
| 令和4年（2022年）                      | 星よ色褪せよ           |
| 令和5年（2023年）                      | 空よ涯てなく           |

## 所在地
北海道札幌市北区北18条西13丁目3番地

## 著名な出身者・関係者
- 有島武郎：小説家。寮生ではなかったが、寄宿舎係として所属。
- 坂村徹：遺伝学者。北大名誉教授。日本学士院会員。
- 松山茂助：実業家。日本麦酒（サッポロビール）社長。明治44年寮歌「藻岩の緑」の作詞者。
- 木原均：遺伝学者。国立遺伝学研究所長。大正2年寮歌「幾世幾年」の作詞者。
- 御手洗毅：実業家。キヤノン株式会社創業、初代社長。
- 横山清：実業家。株式会社アークス社長。新日本スーパーマーケット協会初代会長。
- 牟田悌三：俳優。TBS系の子ども向けテレビドラマ「ケンちゃんシリーズ」の父親役として活躍。
- 鰐淵俊之：釧路市長、衆議院議員。
- 神谷忠孝：国文学者。北大名誉教授、北海道立文学館4代目理事長。
- 太田原高昭：農業経済学者。北大名誉教授。
- 長浜功：教育学者。東京学芸大学元教授。
- 宮本充：俳優、声優。テレビアニメ「こちら葛飾区亀有公園前派出所」の中川圭一役など。
- 佐川光晴：小説家。2011年『おれのおばさん』で坪田譲治文学賞受賞。
- 高瀬登志彦：NHKアナウンサー。

## 恵迪寮および恵迪寮寮歌に関する出版物
- 『恵迪寮史』
  - 上巻：1932年（昭和7年）刊行[23]。
  - 下巻：1983年（昭和58年）刊行[23]。
- 『都ぞ弥生』：1974年刊行[24]。各年の寮歌制作にかかる作歌・作曲者の寄稿文集。
- 『士幌小屋活動の記録 -チセフレップよ永遠に-』 (PDF) ：1983年（昭和58年）刊行[25]。寮生と士幌町で共同管理されているロッジ「士幌小屋チセ・フレップ」に関する冊子。
- 『青春の北大恵迪寮 写真で綴る百十有余年』：1991年（平成3年）刊行[26]。第二代恵迪寮に関する写真集。
- 『北大惠迪寮落書集』：1993年（平成5年）刊行[27]。第二代恵迪寮の壁に書かれた落書集。
- 『建築ジャーナル No.1282』：2018年9月号[28]。特集「大学自治空間」で東大駒場寮、京大吉田寮、東北大日就寮と並んで紹介。
- 『北海道大学恵迪寮寮歌集』：恵迪寮自治会寮歌普及委員会が隔年で発行する寮歌集。最新版は2018年刊行[29]。

## 恵迪寮および恵迪寮寮歌等が登場する作品
- ゴジラの逆襲：1955年公開。北海道の料亭で宴会が催されるシーンで、都ぞ弥生を合唱している声が聞こえる。
- 佐々木倫子『動物のお医者さん』：1987年 - 1993年連載。二代目（新寮）を会場に寮名物の「ジャンプ大会」が登場する。
- となりのトトロ：1988年発行。宮崎駿原作、久保つぎこ著の小説版では、お母さんのお見舞いに行った帰りにお父さんが歌うシーンがある[30]。
- 向井承子『北大恵迪寮の男たち』：1991年、新潮社刊。60年安保の激動の時代を恵迪寮で過ごした男たちのその後の生きざまに関するエッセイ。
- 東直己『探偵はバーにいる』：1992年刊行。主人公の助手・高田が恵迪寮生である。
- 佐川光晴「二月」「八月」：短編集『静かな夜』(2012年刊行)所収。作者は1983年入寮。
- 長浜功『啄木を支えた北の大地』：2012年刊行。恵迪寮回顧[31]。
- 増田俊也『七帝柔道記』：2013年刊行。柔道部員の雨宮が恵迪寮生である。
- 椰月美智子『緑のなかで』：2018年刊行。主人公が入る自治寮のモデルが恵迪寮[32][33]。
- 朝井リョウ『死にがいを求めて生きているの』：2019年刊行。恵迪寮存続を訴える学生や北大祭で都ぞ弥生を歌うシーンなどがある[34]。
- 長浜功『「大志」の細道 十年前の最終講義』：2019年刊行[35]。

## 恵迪寮を取り上げたテレビ番組
- 新日本紀行：NHK総合テレビ『第33巻 都ぞ弥生 札幌・北大恵迪寮』1975年12月8日放送[36][37]。第二代目恵迪寮の様子を放映。
- 新日本紀行ふたたび：NHK総合テレビ『都ぞ弥生 〜北大寮歌物語〜』2007年9月22日放送[38]。寮の仮装パレードの様子などについて放映。
- 清き國ぞとあこがれぬ：北海道放送 2013年5月6日放送[39]。都ぞ弥生誕生にまつわるドキュメンタリードラマ。
- 空から日本を見てみようplus：テレビ東京『北海道 札幌(2)』2013年7月30日放送[40]。北大構内の雪の結晶型の建物として、寮内の様子とともに紹介。
- ドキュメント72時間：NHK総合テレビ『北の大地の学生寮』2015年1月30日放送[41]。寮の生活や寮長選挙などについて放映。
- 月曜から夜ふかし：日本テレビ『人知れず頑張る学生を調査した件』2016年1月18日放送[42]。寮生活の様子や寮におけるあだ名文化などを紹介。
- たけしのニッポンのミカタ!：『潜入！今どきニッポンの㊙暮らし図鑑 ＜昭和にタイムスリップ！500人の寮生活＞』2017年3月10日放送[43]。寮における複数部屋の暮らしぶりや自治運営について紹介。
- おはよう日本：NHK総合テレビ『＜朝ごはんの現場＞伝統の学生寮・ジャンボカツサンド』2018年6月13日放送[44]。朝のサッカー大会（延齢杯）で用意された朝ごはんについて紹介。
- 熱中人：フジテレビ『偏差値70 超名門大学で見つけた熱中人』2018年12月28日放送[45]。寮長選挙について紹介。
- 貧ぼっちゃまの大発明：フジテレビ『88円高級ウナギ＆10円高級イタリアンEXIT北大潜入』2019年12月7日放送[46]。寮生の生活ぶりについて紹介[47]。
- ほっかいどうが：NHK北海道『#1 きょうは、マラソンの日。』2021年8月23日放送[48]。2020年東京オリンピックのマラソン会場となった北大札幌キャンパスの様子を寮生が撮影。

## その他
- 株式会社ラルズの社員寮には「ラルズ恵迪寮」と名付けられたものがある。これは同社の代表を務め、かつて恵迪寮の寮長でもあった卒寮生の横山清が寮名にあやかってつけたものである[49]。